# Oreoica gutturalis
El silbador campanillero (Oreoica gutturalis) es una especie de ave paseriforme de la familia Oreoicidae endémica de Australia. Su nombre en lengua aborigen, panpanpanella, hace referencia a su canto que se asemeja al sonido de un cencerro.

## Descripción
Los adultos miden entre 19 cm a 23 cm de longitud. Los machos adultos tienen cabeza color gris con pecho negro prominente, frente y garganta blancas, siendo el resto de su cuerpo de color gris o pardo. Las hembras y los juveniles tienen colores menos prominentes que los machos, no poseen el pecho negro y tienen una cresta más pequeña ladeada. Tanto los machos como las hembras tienen ojos color rojo-anaranjado.